# Diaphanosoma brachyurum
Diaphanosoma brachyurum ist eine Krebsart aus der Gattung Diaphanosoma. Diese Art kommt häufig vor und ist im Plankton sowie am Ufer von nährstoffreichen, größeren Teichen und Seen, aber auch in Heide- und Moorseen zu finden.

## Merkmale
Der schmale Kopf besitzt keinen Schnabel und kein Haftorgan und ist scharf von der Rumpfschale abgesetzt. Das Komplexauge besitzt zahlreiche Kristalllinsen, aber kein Naupliusauge. Die erste Antenne ist abstehend und bei Weibchen klein, die zweite Antenne ist sehr groß und muskulös. Letztere besitzt Ausleger, welche ein Absinken verhindern. Es sind sechs Beinpaare vorhanden. Bei Männchen befindet sich das stielförmige, lange Kopulationsorgan hinter dem sechsten Beinpaar. Weibchen erreichen eine Größe von knapp einem Millimeter.

## Belege
- Heinz Streble, Dieter Krauter: Das Leben im Wassertropfen. Mikroflora und Mikrofauna des Süßwasser. Ein Bestimmungsbuch. Franckh-Kosmos Verlag, Stuttgart 2008, ISBN 978-3-440-11966-2